# Ojo (ciclón)

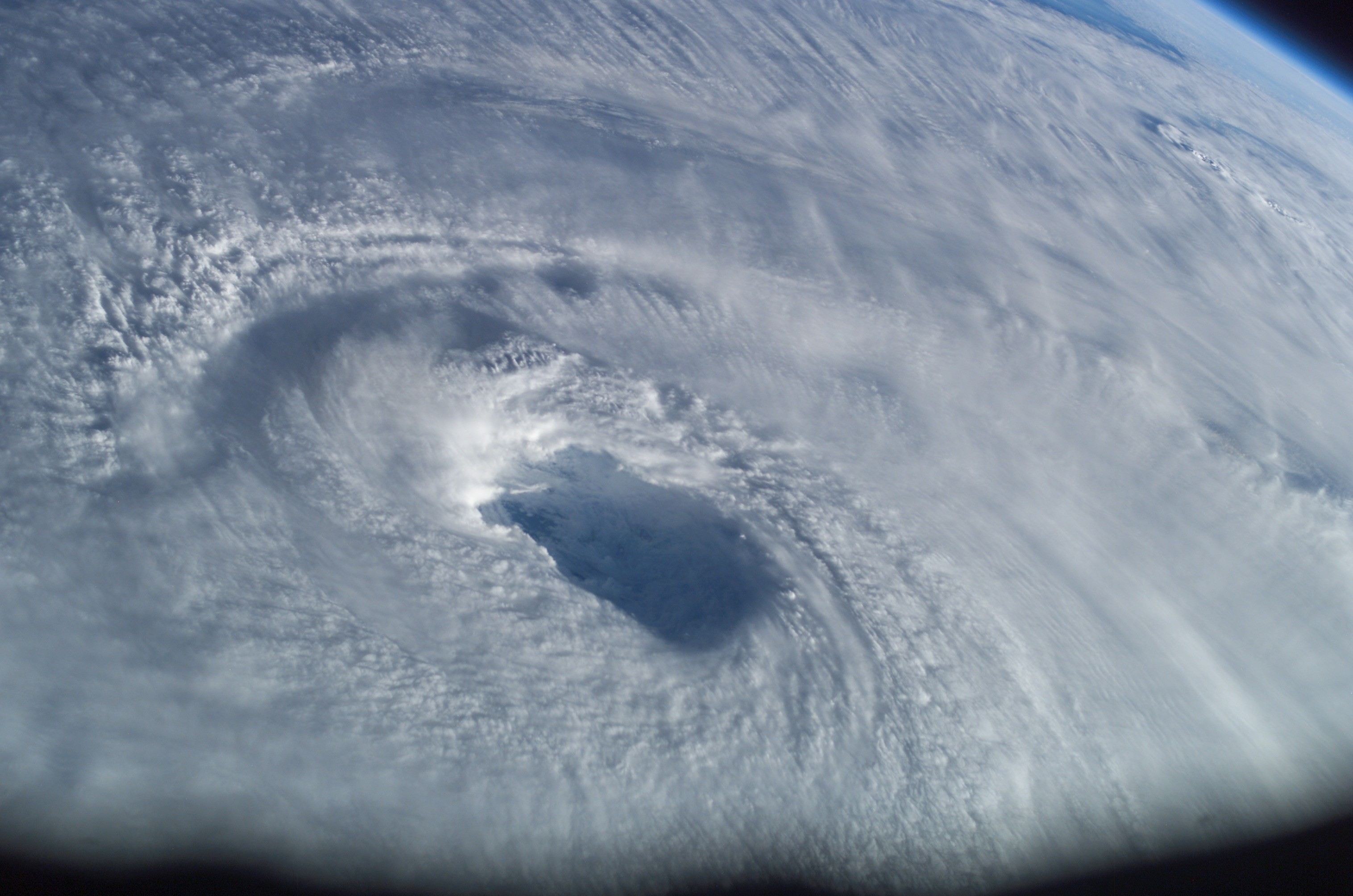
Ojo del huracán Isabel, una tormenta de categoría 5 vista desde la Estación Espacial Internacional el 15 de septiembre de 2003.

El ojo es la región de condiciones meteorológicas generalmente más calmadas que se forma en el centro de los ciclones tropicales fuertes. Esta región aproximadamente circular suele tener un diámetro de entre 30 y 65 kilómetros y está rodeada por la pared del ojo, un anillo de tormentas convectivas donde ocurren las segundas condiciones más severas en el ciclón. La presión atmosférica más baja se registra en el ojo, donde puede ser hasta un 15 % inferior a la presión fuera de la tormenta.
El ojo de los ciclones tropicales más intensos es una región circunvalada por una pared simétrica de torres de tormentas que se caracteriza por vientos flojos y cielos despejados. En los ciclones tropicales más débiles el ojo no está siempre bien definido y puede estar cubierto por una gruesa región de nubes altas conocida como nubosidad central densa (que a veces también se denomina revestimiento denso central), la cual se destaca por su brillo en las imágenes satelitales. En las tormentas más flojas y desorganizadas, la pared del ojo puede no encerrar el ojo completamente y pueden incluso producirse lluvias fuertes en el ojo. Independientemente de estas variaciones, el ojo es siempre el lugar donde se registra la presión barométrica más baja de la tormenta: el área donde la presión atmosférica al nivel del mar es más baja.

## Estructura
El ojo de un ciclón tropical típico tiene entre 30 y 65 kilómetros de diámetro y suele encontrarse en el centro geométrico de la tormenta. Se denomina ojo claro cuando está despejado o contiene sólo algunas nubes bajas y ojo lleno cuando contiene nubes bajas y medias; también puede estar cubierto por la nubosidad central densa. En marcado contraste con las condiciones en la pared del ojo, donde se hallan los vientos más intensos de la tormenta, en esta región normalmente se observa poco viento y lluvia, especialmente en el centro del ojo. Debido a la mecánica de los ciclones tropicales, el ojo y el aire directamente encima del ojo son más cálidos que las regiones circundantes.
Aunque el ojo suele ser muy simétrico, puede adquirir formas elípticas o irregulares, particularmente cuando la tormenta se debilita. Un gran ojo elíptico de aspecto fragmentado es síntoma de debilitamiento de la tormenta; un ojo abierto puede ser circular, pero su pared central no rodea el ojo por completo y es también una indicación de que el ciclón está debilitándose por falta de humedad. Estas dos observaciones se emplean para estimar la intensidad de los ciclones tropicales mediante el análisis de Dvorak. Si bien la pared del ojo suele ser circular, a veces puede también exhibir una estructura claramente poligonal, de triangular a hexagonal.
El ojo, cuyo diámetro en una tormenta madura normalmente mide varias decenas de kilómetros, puede reducirse a un tamaño ínfimo en las tormentas en fase de rápida intensificación. En los casos más extremos, la tormenta puede presentar un ojo de alfiler, muy circular y despejado; estas tormentas son propensas a grandes fluctuaciones de intensidad y son particularmente difíciles de pronosticar.
Las tormentas con ojos particularmente pequeños a menudo provocan ciclos de reemplazo de la pared interna del ojo en los que se forma una nueva pared externa a la pared del ojo actual. Este proceso puede ocurrir a una distancia de quince a varios centenares de kilómetros del ojo interno. A continuación, el ciclón desarrolla dos paredes concéntricas, es decir, un "ojo dentro de otro". En la mayoría de los casos, la pared externa comienza a contraerse poco después de haberse formado y ahoga la pared interior, produciendo un ojo más amplio y más estable. Aunque el proceso de sustitución de la pared del ojo tiende a debilitar la tormenta, la rápida contracción de la pared nueva después de la disipación de la pared antigua permite que el ciclón vuelva a fortalecerse y puede iniciar otro ciclo de reemplazo de la pared del ojo.
El ojo puede variar en tamaño desde los 320 km, como en el caso de tifón Carmen, a tan sólo 3 km, como el huracán Wilma. Si bien es poco común que una tormenta con un ojo grande se intensifique mucho, esto puede ocurrir, especialmente en el caso de los huracanes anulares. El huracán Isabel fue el undécimo huracán atlántico más intenso de la historia y mantuvo un enorme ojo de entre 65 y 80 km de ancho durante varios días.

## Formación y detección

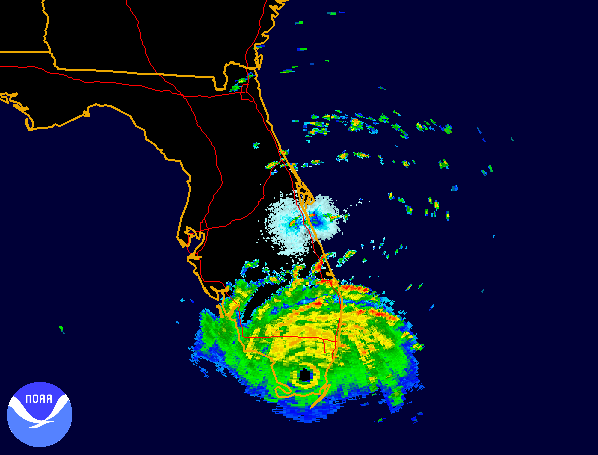
Normalmente, el ojo se detecta fácilmente con el radar meteorológico. El ojo de huracán Andrew se nota claramente en esta imagen de radar del sur de Florida.

Los ciclones tropicales suelen formarse en grandes áreas desorganizadas y tormentosas de las regiones tropicales. A medida que las tormentas se forman y se agrupan, la tormenta desarrolla bandas de lluvia que comienzan a rotar alrededor de un centro común. Conforme la tormenta se fortalece, se forma un anillo de convección más fuerte a cierta distancia del núcleo de rotación de la tormenta incipiente. Dado que la presencia de tormentas más fuertes y mayores precipitaciones indican la existencia de corrientes ascendentes, la presión barométrica en la superficie comienza a bajar y el aire se acumula en los niveles superiores del ciclón. Esto provoca la formación de un anticiclón (un área de alta presión atmosférica) arriba de la nubosidad central densa. En consecuencia, la mayor parte de este aire acumulado fluye anticiclónicamente hacia el exterior por encima del ciclón tropical. En el exterior del ojo, que está formándose, el anticiclón en niveles atmosféricos altos intensifica el flujo hacia el centro del ciclón y empuja el aire hacia la pared del ojo, lo cual provoca un ciclo de retroalimentación positiva.
A la vez, una pequeña porción del aire fluye hacia el centro de la tormenta, en vez de fluir hacia fuera, y esto causa el aumento de la presión aérea hasta el punto de que el peso del aire contrarresta la fuerza de la corriente ascendente del centro de la tormenta. El aire comienza a descender en el centro de la tormenta, creando así un área mayormente sin lluvias que será el ojo de la tormenta.
Aún no podemos explicar varios aspectos de este proceso. No sabemos por qué se forma un anillo de convección alrededor del centro de circulación y no encima de él, ni tampoco por qué el anticiclón en altura sólo expulsa parte del exceso de aire que se ha acumulado arriba de la tormenta. Aunque se han postulado varias teorías para explicar el proceso exacto que conduce a la formación del ojo, lo único que sabemos a ciencia cierta es que el ojo es necesario para que los vientos del ciclón tropical alcancen velocidades elevadas.
Los meteorólogos suelen observar de cerca la aparición del ojo en las tormentas en fase de formación, ya que es casi siempre un indicador de mayor organización y fortalecimiento del ciclón tropical.
Cuando la tormenta presenta un ojo despejado, la detección del ojo se logra fácilmente examinando las imágenes de los satélites meteorológicos. Sin embargo, en el caso de un ojo lleno o completamente cubierto por nubosidad central densa es preciso recurrir a otros métodos de detección. Las observaciones de buques y del grupo de Cazadores de huracanes pueden determinar la posición del ojo visualmente, ya sea buscando una reducción en la velocidad del viento o la ausencia de lluvias en el centro de la tormenta. Estados Unidos, Corea del Sur y algunos otros países han establecido redes de estaciones de radar Doppler capaces de detectar el ojo cerca de la costa. Algunos satélites meteorológicos también cuentan con instrumentos capaces de medir el vapor de agua atmosférico y la temperatura de las nubes, que se pueden utilizar para detectar la formación del ojo. Además, se ha descubierto que la cantidad de ozono presente en el ojo es mucho mayor que en la pared del ojo, debido a la subsidencia del aire rico en ozono de la estratosfera. Los instrumentos sensibles al ozono pueden realizar mediciones que permiten observar las columnas de aire ascendente y descendente y así brindar una indicación de la formación del ojo incluso antes de que se pueda detectar visualmente en las imágenes satelitales.

## Fenómenos relacionados

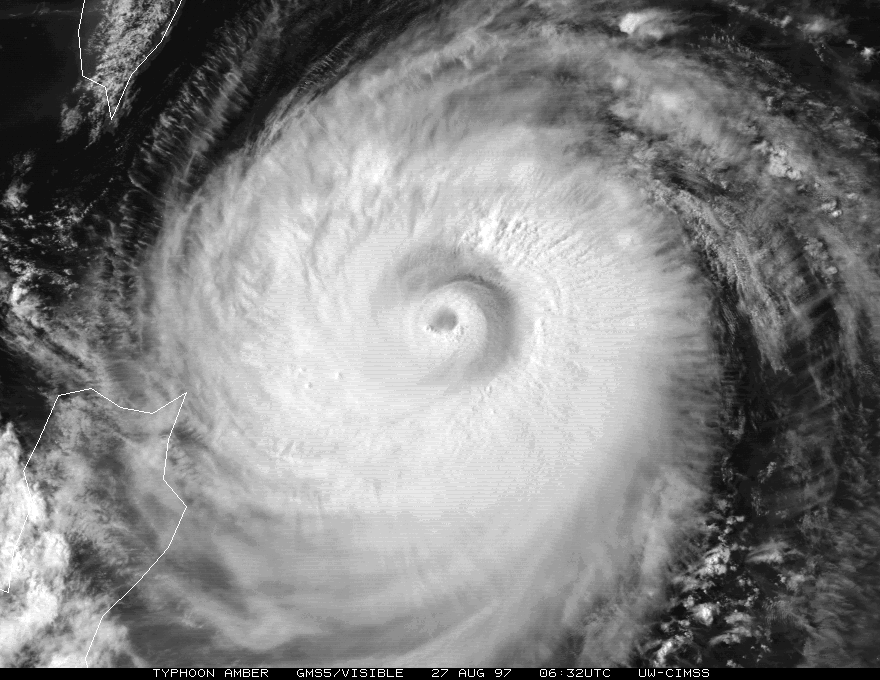
Imagen satelital de tifón Amber durante la temporada de tifones de 1997 en el Pacífico que exhibe paredes del ojo interna y externa durante un ciclo de reemplazo de la pared.

### Ciclos de reemplazo de la pared
Los ciclos de reemplazo de la pared del ojo, llamados también ciclos de paredes concéntricas del ojo, son un fenómeno natural que ocurre en los ciclones tropicales con vientos superiores a los 185 km/h, lo cual corresponde a los huracanes mayores (Categoría 3 o superior). Cuando un ciclón tropical alcanza este nivel de intensidad y la pared del ojo se contrae o ya es lo suficientemente reducida (ver supra), algunas de las bandas de lluvia exteriores pueden fortalecerse y organizarse en forma de un anillo de tormentas —la pared exterior del ojo— que se contrae paulatinamente, privando a la pared interior de humedad y momento angular. Como los vientos más fuertes se encuentran en la pared del ojo, durante esta fase de estrangulación de la pared interior, el ciclón tropical se debilita; finalmente, la pared exterior reemplaza por completo la pared interior y la tormenta se refuerza.
Casi todos los huracanes intensos pasan por al menos uno de estos ciclos durante su existencia. En 1980, huracán Allen pasó por varios ciclos de reemplazo, durante los cuales fluctuó varias veces entre las categorías 5 y 3 de la escala de Saffir-Simpson. El huracán Juliette constituye un raro caso documentado de una serie de tres paredes concéntricas.

### Fosos
El foso de un ciclón tropical es una banda circular despejada externa a la pared del ojo o entre dos paredes concéntricas que se caracteriza por aire que desciende lentamente, escasa precipitación o ninguna, y un flujo dominado por tensión. El foso que se forma entre dos paredes concéntricas es un ejemplo de una zona de rápida filamentación, es decir, un área de la tormenta donde la velocidad rotacional del aire cambia fuertemente en proporción con la distancia al centro de la tormenta. Tales regiones dominadas por tensión pueden hallarse cerca de cualquier vórtice de suficiente intensidad, pero son más pronunciados en los ciclones tropicales más intensos.

### Mesovórtices de la pared del ojo
Los mesovórtices de la pared del ojo son estructuras de rotación de pequeña escala que se encuentran en la pared del ojo de los ciclones tropicales intensos. En principio, son similares a los pequeños "vórtices de succión" que a menudo se observan en los tornados multivórtice. En dichos vórtices, la velocidad del viento puede ser hasta un 10% mayor que en el resto de la pared del ojo. Los mesovórtices de la pared del ojo son más comunes durante los períodos de intensificación de un ciclón tropical.
A menudo, los mesovórtices de la pared del ojo exhiben comportamientos inusuales en los ciclones tropicales. Aunque normalmente rotan alrededor del centro de bajas presiones, a veces permanecen estacionarios. Existe constancia de casos de mesovórtices de la pared del ojo que han atravesado el ojo de una tormenta. Tales fenómenos se han documentado mediante observaciones, durante experimentos y teóricamente.
Los mesovórtices de la pared del ojo son un factor importante en la formación de los tornados una vez que un ciclón tropical toque tierra. Los mesovórtices pueden engendrar rotación en las tormentas individuales (que son mesociclones), lo cual conduce a la actividad tornádica. Cuando la tormenta toca tierra, genera fricción o rozamiento entre la circulación del ciclón tropical y el suelo. Esto puede permitir el descenso de los mesovórtices hasta la superficie, lo cual causa brotes de numerosos tornados.

### Estructuras similares a un ojo
Es común detectar estructuras similares a un ojo en los ciclones tropicales en fase de intensificación. Tales estructuras parecidas al ojo que se observan en huracanes y tifones, son una región circular libre de convección en el centro de circulación de la tormenta. Normalmente, encontramos estas estructuras similares a un ojo en huracanes y tormentas tropicales de categoría 1 en la escala Saffir-Simpson que están intensificándose. Por ejemplo, se detectó una estructura similar a un ojo en el huracán Beta cuando la tormenta tenía vientos máximos de 80 km/h. Normalmente, estas estructuras no se pueden detectar desde el espacio a longitudes de onda visibles o infrarrojas, pero se ven con facilidad en las imágenes satelitales de microondas. La evolución de estas estructuras en los niveles medios de la atmósfera es parecida a la formación de un ojo completo, pero su posición puede estar desplazada en sentido horizontal debido a la cizalladura vertical del viento.

## Amenazas
Aunque el ojo es sin lugar a duda la parte más tranquila de la tormenta, sin viento en el centro y con cielos despejados, en la superficie del mar constituye probablemente la más peligrosa. En la pared del ojo, todas las olas de viento viajan en la misma dirección. En el centro del ojo, sin embargo, las olas convergen desde todas direcciones, creando crestas erráticas que pueden amontonarse unas sobre otras y formar olas gigantescas. Si bien se desconoce la altura máxima que pueden alcanzar las olas en los huracanes, las mediciones del huracán Iván mientras era de categoría 4 indican que cerca de la pared del ojo las olas superaron los cuarenta metros de altura de pico a valle.
Un error común que cometen algunos residentes en las zonas donde los huracanes no son muy frecuentes consiste en pensar que ha amainado cuando el ojo les pasa por encima y salir a inspeccionar los daños. Cuando poco después llegan los violentos vientos del lado opuesto de la pared del ojo, los toman completamente desprevenidos. El Servicio Meteorológico Nacional de Estados Unidos recomienda no salir del refugio cuando pasa el ojo de la tormenta.

## Otras tormentas
Aunque sólo los ciclones tropicales tienen estructuras llamadas oficialmente "ojos", hay otras tormentas que pueden mostrar estructuras similares:

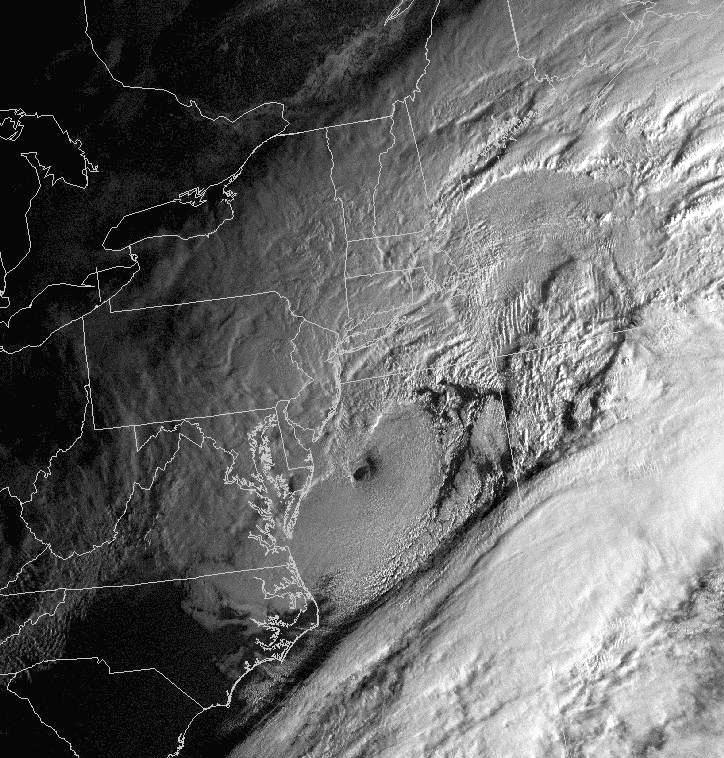
En el momento de su máxima intensidad, la ventisca de Norteamérica de 2006 presentó una estructura similar a un ojo (visto aquí al este de la península de Delmarva).

### Bajas polares
Las bajas polares son sistemas atmosféricos de mesoescala (típicamente inferiores a los mil kilómetros) que se forman cerca de los polos. De forma análoga a los ciclones tropicales, se forman sobre el agua y pueden desarrollar convección profunda (tormentas), así como generar vientos de galerna o superiores (> 50 km/h). A diferencia de las tormentas tropicales, sin embargo, crecen en temperaturas mucho más frías y a latitudes mucho mayores. A pesar de dichas diferencias, su estructura puede ser muy similar a la de los ciclones tropicales y pueden presentar un ojo claro rodeado por la pared del ojo y bandas de lluvia o nieve.

### Tormentas extratropicales
Las tormentas extratropicales son áreas de baja presión que existen en el límite de diferentes masas de aire. Casi todas las tormentas de latitudes medias son de naturaleza extratropical, incluidas las tormentas de viento europeas. Las tormentas extratropicales más severas pueden tener un ojo despejado en el punto de menor presión barométrica, aunque normalmente está rodeado de nubes no convectivas bajas y se localiza cerca de la parte posterior de la tormenta.

### Tormentas subtropicales
Las tormentas subtropicales son ciclones que tienen algunas características extratropicales y algunas tropicales. Esto significa que pueden tener un ojo, por ejemplo, pero sin ser auténticas tormentas tropicales. Las tormentas subtropicales, que pueden levantar vientos fuertes y olas muy grandes, pueden ser extremadamente peligrosas y son capaces de convertirse en tormentas tropicales.

### Tornados
Los tornados son destructoras tormentas de pequeña escala que producen los vientos más fuertes que se observan en nuestro planeta. Hay dos tipos principales de tornados, los de un vórtice, compuestos por una sola columna de aire en rotación, y los de vórtices múltiples, o multivórtice, que comprenden pequeños vórtices de succión, cada uno de los cuales parece un minitornado, todos los cuales rotan alrededor de un centro común. Según las teorías actuales, el centro de ambos tipos de tornados, que algunos meteorólogos denominan "ojo", es calmo. Estas teorías se apoyan en las observaciones de velocidad doppler obtenidas con el radar meteorológico y en observaciones de testigos oculares.

### Tormentas extraterrestres

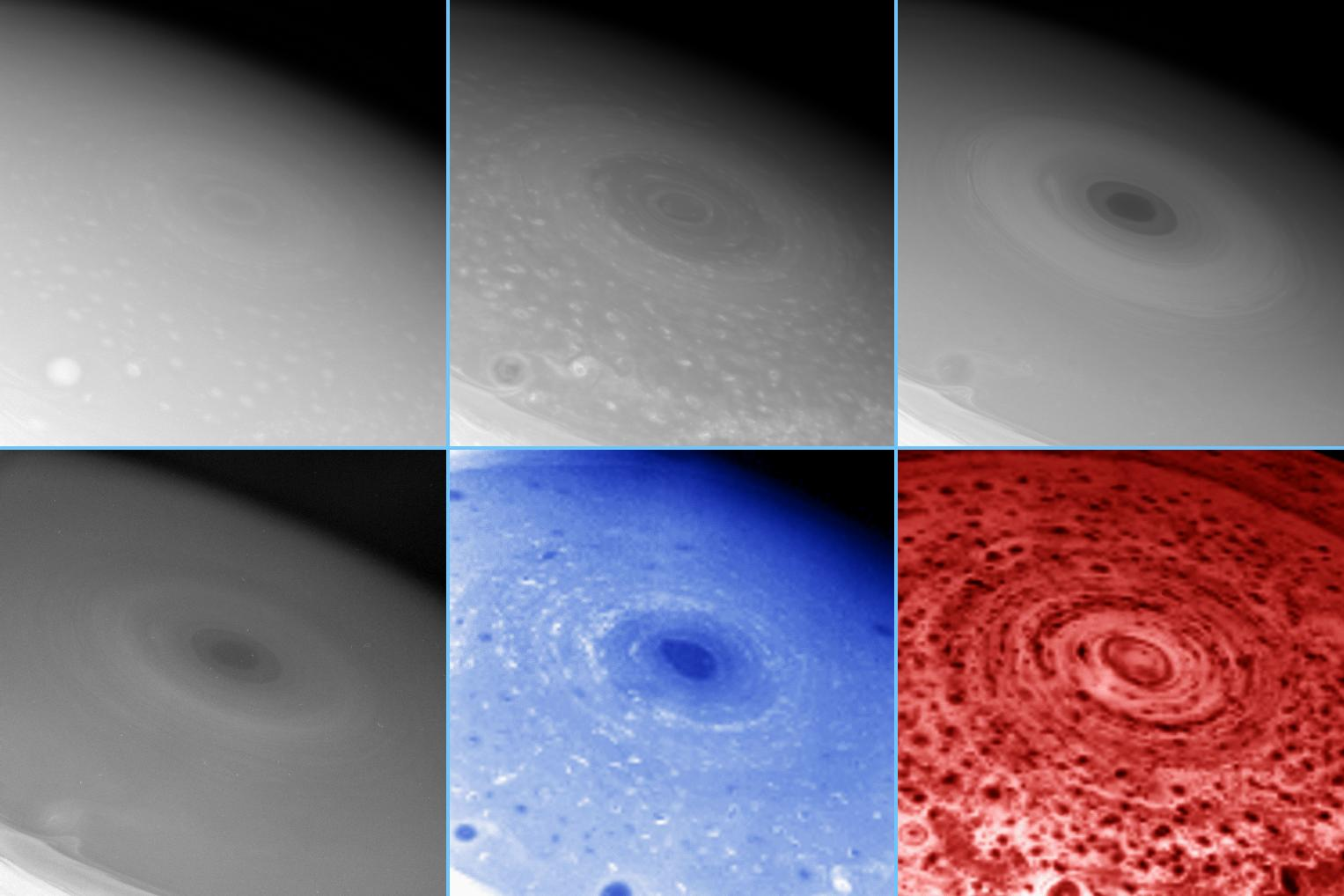
Tormenta similar a un huracán en el polo sur del planeta Saturno que muestra un ojo bien definido, con una pared del ojo de decenas de kilómetros de altura. Las imágenes se tomaron en múltiples longitudes de onda.

En noviembre de 2006, la NASA informó que la sonda espacial Cassini había observado una tormenta similar a un huracán cerca del polo sur de Saturno que presentaba claramente una pared del ojo. Esta observación es particularmente importante, porque nunca antes se habían visto las nubes de la pared del ojo de una tormenta en ningún otro planeta aparte de la Tierra (esto incluye el intento de identificar la pared del ojo en la Gran Mancha Roja de Júpiter desde la sonda espacial Galileo). En 2007, la misión Venus Express de la Agencia Espacial Europea observó enormes vórtices  en ambos polos del planeta Venus que presentaban una estructura de ojo bipolar.